# Liceenii în alertă
Liceenii în alertă este un film românesc din 1993 regizat de Mircea Plângău. Rolurile principale au fost interpretate de actorii Mihai Constantin, Tamara Buciuceanu, Oana Sîrbu, Cosmin Șofron și Cesonia Postelnicu.

## Distribuție
Distribuția filmului este alcătuită din:
- Mihai Constantin — Ion Popa („Ionică”), student la actorie, baterist în formația „Schoolboys” și iubitul Getei / John Popp, poreclit „Blondul”, traficant internațional de droguri originar din România
- Tamara Buciuceanu Botez — doamna Baldovin, poreclită „Isoscel”, profesoară de matematică / bătrâna Elvira, sora profesoarei de matematică, proprietara unui apartament de la mansardă
- Oana Sîrbu — Dana Vasilescu, redactor de investigații la ziarul Ora și cântăreață în formația „Schoolboys”, iubita lui Cosmin
- Cosmin Șofron — Cosmin, cântăreț la chitară cu clape în formația „Schoolboys”, un tânăr asemănător ca înfățișare cu agentul federal Cooper, iubitul Danei
- Cesonia Postelnicu — Geta, creatoare de modă și cântăreață la sintetizator în formația „Schoolboys”, iubita lui Ionică
- Gheorghe Dinică — Jean, patronul magazinului de jucării „Raiul Copiilor”
- Emil Hossu — maiorul poreclit „Sherlock Holmes”, ofițerul de poliție care conduce operațiunea de prindere a „Blondului”
- Vasile Muraru — nea Gică, subofițer de poliție, șoferul mașinii A12
- Marian Râlea — lt. Șerbănescu, ofițer de poliție
- Dana Măgdici — Nely, cântăreață la barul „Colorado” și iubita lui Jan
- Mihaela Mihăescu — Sanda, elevă de liceu, iubita lui Florin
- Cezar Boghină — Florin, elev de liceu, fratele mai mic al lui Ionică
- Mircea Stoian — asistentul directorului casei de modă, șeful Getei
- Nicu Constantinescu — omul cu barbă care conduce TIR-ul companiei „Ablay”
- Ion Anghel — plutonier de poliție, ofițerul de serviciu de la secția de poliție unde vine să se predea Ionică
- Julieta Strîmbeanu — femeia din mahala care vorbește cu Geta
- Florin Tănase — redactorul șef al ziarului Ora
- Gabriel Costea — Matei Ionașcu, patronul restaurantului unde cântă formația „Schoolboys”
- Vlad Ivanov — vânzătorul de la magazinul de jucării (menționat Vladimir Ivanov)
- Liana Stanciu — redactor la un post de radio (menționată Liliana Stanciu)
- Filip Oproiu — Cristian, elevul de liceu care-l necăjește pe Flori
- Mara Pașici — eleva de liceu care a ajuns la bordel
- Corneliu Țigancu — contabilul magazinului de jucării (menționat Cornel Țigancu)
- Iustinian Radu — Grig, elev de liceu, fostul iubit al Sandei (menționat Radu Iustinian)
- George Călin — Radu, elevul de liceu care plasează droguri
- Costel Băloiu — șoferul de taxi care-l conduce pe Cosmin

## Primire
Filmul a fost vizionat de 464.604 spectatori de spectatori în cinematografele din România, după cum atestă o situație a numărului de spectatori înregistrat de filmele românești de la data premierei și până la data de 31 decembrie 2014 alcătuită de Centrul Național al Cinematografiei.